# Ширинов, Джахангир Джаббарович
Джахангир Джаббарович Ширинов (10 апреля 1982 года, Бухарская область, Узбекская ССР) — узбекский юрист и политический деятель, депутат Законодательной палаты Олий Мажлиса Республики Узбекистан III и IV созыва. Член Демократической партии Узбекистана «Миллий Тикланиш».

## Биография
Джахангир Ширинов окончил Ташкентский государственный юридический институт и Академию государственного управления при президенте Узбекистана.
Трудовую деятельность начал в 2002 году консультантом отдела Бухарского областного управления юстиции. В 2002—2006 годах работал старшим консультантом отдела, а затем ведущим консультантом, позже ведущим консультантом, главным консультантом, заведующим отделом Центра мониторинга осуществления нормативно-правовых актов при Министерстве юстиции Узбекистана. В 2011—2012 годах руководил отделом Главного управления по надзору за соблюдением законодательства Министерства юстиции, в 2012—2014 году работал заместителем руководителя Управления общественных, негосударственных некоммерческих и религиозных организаций Министерства юстиции Узбекистана.
В 2015 году избран в Законодательную палату Олий Мажлиса Республики Узбекистан III созыва, а в 2020 году переизбран на ещё один срок и назначен на должность члена Комитета по противодействию коррупции и судебно-правовым вопросам Законодательной палаты Олий Мажлиса Республики Узбекистан.